# Açıkgüney
Açıkgüney (kurd. Sivgêlik) ist ein Dorf im Landkreis Kiğı der türkischen Provinz Bingöl. Açıkgüney liegt 15 km südwestlich von Kiğı.
1967 wurden 586 Einwohner gezählt. Im Jahre 2009 hatte die Ortschaft noch 92 Einwohner.
Der ehemalige Name des Dorfes lautet Sévgelik oder Sergévilik.  Auf einer deutschen Militärkarte wird der Ort als Sürgülik bezeichnet. Das türkische Bauministerium nannte 1962 die Alternativbezeichnung Sivgelik. Dieser Name ist auch im Grundbuch verzeichnet. Açıkgüney war bis Anfang des 20. Jahrhunderts von Armeniern besiedelt.
Im Juli 2008 entführten PKK-Kämpfer offenbar in erpresserischer Absicht eine Person aus dem Dorf.